# Bernd Sattler
Bernd Sattler (* 4. August 1958 in Ludwigshafen am Rhein) ist ein deutscher Leichtathlet.
Er startete für den LAZ Rala Ludwigshafen und wechselte 1980 zu SV Salamander Kornwestheim. Sattler war Deutscher Doppelmeister über 100 und 200 Meter sowie dreifacher Deutscher Meister in der 4-mal-100-Meter-Staffel. Zwischen 1977 und 1984 war er Mitglied der Nationalmannschaft und bestritt zahlreiche Länderkämpfe. Bei den Junioreneuropameisterschaften 1977 in Donezk belegte Sattler den zweiten Platz über 200 Meter. Beim Weltcup 1977 in Düsseldorf wurde er Sechster über 200 Meter.
Nach seiner Sportkarriere arbeitete der Magister der Sozialwissenschaften als Managementtrainer. Seit 2002 ist er geschäftsführender Gesellschafter der d3 consulting training coaching GmbH.

## Höhepunkte der sportlichen Karriere
- 1976 Deutscher Jugendmeister über 100 und 200 m
- 1977 Deutscher Juniorenmeister über 200 m
- 1977 Deutscher Meister über 100 und 200 m
- 1977 Weltcup: Platz 6 über 200 m
- 1977 Weltcup: Platz 5 mit der 4 × 100-m-Staffel
- 1980 Deutscher Meister in der 4 × 100-m-Staffel
- 1981 Deutscher Meister in der 4 × 100-m-Staffel
- 1982 Deutscher Meister in der 4 × 100-m-Staffel

## Bestzeiten und Rekorde
- 100 m (elektronisch): 10,47 s
- 100 m (handgestoppt): 10,1 s
- 200 m (elektronisch): 20,82 s
- 200 m (handgestoppt): 20,6 s
- 4 × 100-m-Staffel: 38,90 s